# Cribrinopsis robertii
Cribrinopsis robertii is een zeeanemonensoort uit de familie van de Actiniidae. De wetenschappelijke naam van de soort is voor het eerst geldig gepubliceerd in 1971 door Parulekar.